# 中川村 (神奈川県都筑郡)
中川村（なかがわむら）は、1889年（明治22年）4月1日から1939年（昭和14年）4月1日まで存在した神奈川県都筑郡の村。

## 概要
神奈川県都筑郡東部の村。現在の神奈川県横浜市都筑区にあたる（早渕川沿岸）。

## 地理
- 川：早渕川

## 歴史

### 沿革
- 1889年（明治22年）4月1日 - 町村制の施行により、山田村、勝田村、牛久保村、大棚村、茅ヶ崎村が合併して成立。
- 1939年（昭和14年）4月1日 - 横浜市に編入。同日中川村廃止。同日に新設された港北区の一部となる。
- 1994年（平成6年）11月6日 - 横浜市港北区、緑区の2区が、港北区、緑区、都筑区、青葉区の4区に再編成。旧村域の大部分が都筑区となる。

## 交通

### 鉄道路線
現在は横浜市営地下鉄ブルーラインの仲町台駅、センター南駅、センター北駅、中川駅、および横浜市営地下鉄グリーンラインのセンター南駅、センター北駅、東山田駅、北山田駅が存在するが、当時はすべて未開業。

### 道路
- 中原街道

## 現在の地名
いずれも大体の範囲。
横浜市都筑区
住居表示実施地区：東山田、北山田、南山田、勝田南、牛久保、牛久保東、牛久保西、大棚西、茅ケ崎中央、茅ケ崎東、茅ケ崎南、中川中央、中川、すみれが丘、長坂の全域、平台、桜並木のほぼ全域、新栄町、仲町台、早渕の各一部（それぞれ旧港北区新羽町、新吉田町、旧緑区荏田町の区域を除く）
住居表示未実施地区：東山田町、南山田町、勝田町、牛久保町、大棚町、茅ケ崎町
横浜市青葉区
住居表示未実施地区：荏田町（一部）